# Three Dollar Bill, Yall$
Three Dollar Bill, Yall$ je debutové album americké nu metalové skupiny Limp Bizkit z roku 1997. Nahrávání celé desky trvalo pouhých šest dní, z toho devět písní bylo zhotoveno již v prvních třech dnech. Zpočátku se CD neprodávalo příliš dobře, ale po mnoha koncertech se Limp Bizkit dostávají do většího povědomí a s nimi i Three Dollar Bill, Yall$. Nakonec se album stává v červenci 2001 ve Spojených státech 2x platinové.
Z Three Dollar Bill, Yall$ pochází tři singly s názvem "Counterfeit", "Sour" a "Faith", přičemž každý má své oficiální video. Kromě Faith, se však žádný z nich v hitparádách výrazně neprosadil.

## Seznam skladeb
Všechny písně jsou napsány členy Limp Bizkit, kromě "Faith" od George Michael.
1. "Intro" – 0:48
2. "Pollution" – 3:52
3. "Counterfeit" – 5:08 Videoklip
4. "Stuck" – 5:25
5. "Nobody Loves Me" – 4:28
6. "Sour" – 3:33
7. "Stalemate" – 6:14
8. "Clunk" – 4:03
9. "Faith" (George Michael cover) – 3:52
  - Zahrnuje skrytou nahrávku "Blind" -- (začíná v 2:26)
10. "Stink Finger" – 3:03
11. "Indigo Flow" – 2:23
12. "Leech" (Demo Version) – 2:11
13. "Everything" – 16:26

## Umístění
| Rok  | Hitparáda       | Pozice |
| ---- | --------------- | ------ |
| 1997 | Top Heatseekers | 1      |
| 1998 | USA             | 22     |
| 1998 | Austrálie       | 32     |
| 1998 | Nový Zéland     | 37     |

## Obsazení
- Limp Bizkit
  - Sam Rivers - Bassa
  - DJ Lethal - Mixážní pult, klávesy
  - John Otto - Bicí
  - Fred Durst - Vokály
  - Wes Borland - Elektrická kytara